# Onciale 0108
- Papyrus
- Onciale
- Minuscules
- Lectionnaire

Le Codex 0108, portant le numéro de référence 0108 (Gregory-Aland), ε 60 (Soden), est un manuscrit du Nouveau Testament sur parchemin écrit en écriture grecque onciale.

## Description
Le codex se compose de une folio. Il est écrit en deux colonnes, de 23-24 lignes par colonne. Les dimensions du manuscrit sont 30 × 24 cm. Les experts datent ce manuscrit du VIIe siècle,. 
Contenu
C'est un manuscrit contenant le texte incomplet de l'Évangile selon Luc (11,37-45). 
Texte
Le texte du codex représente un texte alexandrin. Kurt Aland le classe en Catégorie II. 
Lieu de conservation
Le codex est conservé à la Bibliothèque nationale russe (Gr. 22) à Saint-Pétersbourg.

## Histoire
Le manuscrit a été apporté de Sinai par Constantin Tischendorf en 1859.
Il a été examiné et décrire par Tischendorf, Eduard de Muralt et Kurt Treu.